# Dracula (Marvel Comics)
Pour les articles homonymes, voir Dracula (homonymie).
Dracula est un personnage de fiction de l'univers de Marvel Comics. Créé par Gerry Conway et Gene Colan, il apparait pour la première fois dans le numéro 1 du comic book Tomb of Dracula en avril 1972 (publié en France en 1974 dans le petit format Dracula chez Arédit/Artima). Il s'inspire du personnage du Comte Dracula créé par Bram Stoker pour son roman Dracula publié en 1897.

## Biographie fictive

### Jeunesse et conflits avec l'Empire ottoman
Vlad Tepes Dracula nait en 1430, à Schassburg en Transylvanie en Roumanie. Il est le second fils de Vlad Dracul.
En 1444, il accompagna son père, Vlad II et son frère Radu pour discuter d’un traité de paix avec l'Empire ottoman. Ils tombent dans un piège. Radu et son frère sont alors emprisonnés par le sultan Mourad II pour forcer Vlad II à se ranger du côté des Turcs et affronter avec eux la Hongrie et autres royaumes chrétiens. Les années passent et voient mourir Radu, torturé pendant près de cinq ans. Vlad l’Ancien et son dernier fils Mircéa sont également tués, mais par des conseillers de Vlad aux ordres de Jean Hunyadi (régent de Hongrie). Âgé de 18 ans, Vlad est le seul survivant. Il parvient s'évader des prisons turques et rentre en Valachie, où il prend le titre de voïvode. Mais il est plus tard forcé de s’enfuir, menacé par les assassins de son père. Il reviendra dans son pays en 1451 pour se livrer à Jean Hunyadi. Ce dernier accepte son allégeance et l’initie à l'art de la guerre. Vlad est cependant contraint d'épouser Zofia, une femme qu'il méprise plus que tout, pour un mariage arrangé. Ils auront une fille, Lilith.
Vlad répudie finalement sa femme pour épouser Maria, qui lui donnera un fils, Vlad Tepelus. Il aura ensuite un autre fils, Janus, avec sa troisième femme, Domini. Vlad cherche par ailleurs à se venger des assassins de son père, qu'il fait tous empaler.

### Le vampire
En 1459, il reçoit des « visions » trompeuses de Varnaé, le Seigneur des vampires. Ce dernier, lassé par son immortalité, recherche alors un digne successeur. Vlad Dracula est finalement tué lors d'une bataille contre les armées turques, conduites par le mutant éternel En-Sabah Nur (alias Apocalypse). Gravement blessé, il est cependant épargné par le général turc Turac (en). Vlad est amené à la bohémienne Lianda, qui est en fait une vampire. Elle utilise ses pouvoirs de guérison sur lui en le transformant en vampire. Revenu d'entre les morts, Dracula ne peut empêcher le viol et le meurtre de son épouse Maria par Turac. Il se venge cependant en le tuant. Dracula doit ensuite affronter Nemrod, le prétendu seigneur des vampires, qui n'est en réalité qu'un sbire de Varnaé. Dracula traque ensuite et tue de nombreux Tziganes, pour se venger de Lianda.
Après avoir repoussé une tentative d’assassinat en 1471, Dracula renonce au trône de Valachie, mais continuera à habiter son château pendant plus d’un siècle. Il sera contraint de tuer son propre fils, Vlad Tepulus, élevé depuis sa mort et celle de sa mère Maria par des Tziganes qui détestent Dracula.

### XVIesiècle-XIXesiècle
Au XVIe siècle, Dracula croise la route de l'alchimiste espagnol Esteban Diablo. Ils affrontent à deux reprises l’aventurier Solomon Kane. Un homme nommé Durenyi dérobe ensuite le journal de Dracula et y découvre notamment ses faiblesses. Au XIXe siècle, ce même journal atterrira dans les mains de l’écrivain britannique Bram Stoker qui s’en inspirera pour son roman Dracula.
En 1775, Dracula devient l’un des conseillers du roi Louis XVI.
En 1879, il est « détruit » une nouvelle fois par un marshall avec une balle en argent. Ramené une nouvelle fois à la vie, Dracula est faible en raison de minuscules particules d’argent restées dans son corps. Il vieillit alors de façon accélérée dès qu’il manque de sang. C’est ainsi qu’en 1890, il affronte Jonathan Harker, Abraham Van Helsing, John Seward et Quincey Morris. Il sera tué dans son château par Van Helsing. Il sera à nouveau ressuscité en 1897 et sera à nouveau opposé à Van Helsing, dans le cadre d’une vengeance menée contre Apocalypse. Dracula s’allie alors au Clan Akkaba, les descendants du mutant éternel. Dracula connait cependant la défaite. En 1898, il est ramené à la vie par erreur par un Monstre de Frankenstein manipulé.

### XXesiècle
Durant la Seconde Guerre mondiale, Dracula s’oppose aux nazis car ils veulent exterminer les Tziganes, qui sont désormais les serviteurs de Dracula. Il collabore même avec les Howling Commandos de Nick Fury. Il se fait ensuite plus discret pendant des années, avant d'affronter le chasseur de vampires Blade. Quelques années plus tard, son descendant Frank Drake hérite du château. À cause d'une maladresse de son ami Clifton Graves, Dracula revient une nouvelle fois à la vie. Il tue la fiancée de Frank Drake et fait de Graves son serviteur. En Angleterre, Drake se joint au chasseur de vampires Quincy Harker et traque Dracula aux côtés de Rachel Van Helsing (petite-fille d’Abraham) et de l’Indien Taj Nital.
De retour en Transylvanie, Dracula affronte le loup-garou Jack Russell. À peu près à la même époque, il se rend au Vatican et parvient à tuer Giuseppe Montesi, détenteur de la formule homonyme permettant de détruire les vampires. Mais Montesi avait déjà envoyé à Harker une copie de la formule.
Plus tard, Dracula rencontre Howard the Duck et le mord, ce qui provoque une crise de folie passagère chez le canard. Dracula tente ensuite de vampiriser Tornade. Il affronte Thor mais ses pouvoirs sont annihilés par la formule Montesi, récitée par le Docteur Strange. Strange avait enfermé son propre frère, Victor, également vampire, dans une autre dimension. Cela affaiblit le pouvoir de la formule.
Une autre explosion engendre ensuite la fusion des corps de Frank Drake et du vampire Hannibal King. Cela provoque la création d’un nouveau Dracula qui affronte Blade. L’esprit du vrai Dracula prend finalement possession de ce monstre et y chasse les esprits de Drake et King. Il se crée par ailleurs une « compagne artificielle » nommée Raynee. Ils seront cependant séparés par Spider-Man et le Docteur Strange. Après cela, Dracula s'oppose à nouveau à Blade. Le chasseur de vampires lui plante un pieu dans le cœur. Dracula se consume et son énergie se répand dans tout le château et les terres environnantes. Cela détruit tous les vampires présents. Quelques mois plus tard, le père de Blade, Lucas Cross (également vampire), parvient à ramener à la vie tous les vampires tués, dont Dracula. Après un nouvel affrontement avec Blade, Dracula prend la fuite et se cache pendant plusieurs mois. En manipulant sa fille Lilith, il se débarrasse des chefs de clans vampires et devient le seul maitre des suceurs de sang.
Dracula forme ensuite une alliance avec Lilith, le troisième Baron Blood (Kenneth Crichton) et Captain Fate pour la conquête de la Grande-Bretagne par les vampires. Il installe son sanctuaire sur la lune puis contacte le Docteur Fatalis pour un pacte de non agression entre lui et la Cabale. Dracula attaque le MI-13 des Britanniques, mais a surestimé ses forces. Il est attaqué par le Chevalier noir (Dane Whitman) et Faiza Hussain. Cette dernière tue Dracula grâce à l’épée Excalibur, assurant ainsi la victoire du Royaume-Uni.
Ramené encore à la vie, il sera trahi par son fils Xarus, qui devient le nouveau seigneur des vampires. Xarus envahit Utopia et asservit les X-Men en les transformant en vampires. Les X-Men résistent et tentent de ressusciter Dracula. Mais il décline leur offre. Xarus attaque ensuite Utopia pensant avoir l'aide de Wolverine. Cyclope avait prévu la stratégie de Xarus : Wolverine est un agent double pour le compte des X-Men. Les vampires sont alors contraints de battre en retraite. En Transylvanie, Dracula revendique le statut de chef des vampires. Xarus tente d’attaquer son père, qui lui arracha la tête. Dracula envisage alors d’attaquer lui aussi les X-Men. Il se ravise lorsque Cyclope l’avertit que les X-Men disposent d’un plan de secours contre lui.
Durant la Guerre du Serpent, Dracula est informé que Hulk, possédé par Nul le Briseur de Mondes, est arrivé dans les Carpates. Hulk/Nul s'en prend d'emblée à des vampires, rapidement vaincus. Dracula libère le mystérieux Raizo Kodo et sa légion de vampires, « les Pardonnés ». La bataille est rude. Alors que Dracula et les vampires allaient être battus, Nul est appelé par le Serpent pour attaquer Asgard. Dracula se fait discret par la suite,.

## Pouvoirs et faiblesses
Dracula possède des pouvoirs bien supérieurs à ceux des autres vampires : force, vitesse, résistance, agilité et des réflexes fortement surhumains. Il ne vieillit pas et n'est pas sensible aux maladies classiques. Il peut régénérer rapidement les tissus abîmés. Lorsqu'il boit le sang d’une victime, celle-ci meurt mais devient vampire quelques jours plus tard. Dracula peut par ailleurs contrôler des êtres (humains ou animaux), par simple regard ou après avoir bu leur sang. Il peut aussi se transformer en chauve-souris, en loup ou en brume. Il peut provoquer des orages. Dracula est également un puissant magicien et sorcier ayant acquis des siècles de connaissances et de maîtrise, capable de se confronter au Docteur Strange.
Dracula est cependant contraint de boire régulièrement le sang d’humains vivants pour survivre. Il est très vulnérable à l’argent, l’ail, la lumière du soleil, un pieu en bois planté dans le cœur. Il est également sensible aux symboles religieux (et surtout à la foi de l’individu le portant) et objets magiques (comme la Gemme de Sang). Certains sortilèges, comme la formule Montesi, peuvent le détruire. Cependant, Dracula parvient quasiment toujours à revenir à la vie.

## Apparitions dans d'autres médias

### Télévision
En 1979, le personnage apparait dans l'épisode Dracula's Revenge de la série d'animation Spider-Woman.
En 1980, il apparait dans le téléfilm d'animation japonais Tomb of Dracula (Yami no teiô kyuketsuki dorakyura) d'Akinori Nagaoka et Minoru Okazaki.
En 1989, il apparait dans l'épisode The Bride of Dracula de la série d'animation Spider-Man and His Amazing Friends.
En 2011, il est présent aux côtés de la Momie Vivante dans un épisode de The Super Hero Squad Show intitulé This Man-Thing, This Monster!.
Entre 2013 et 2014, il apparait dans 6 épisodes de Avengers Rassemblement avec la voix de Corey Burton. Il lui prête également sa voix dans les épisodes 21 et 22 de la 2e saison de Ultimate Spider-Man en 2013. L'acteur double à nouveau le personnage dans deux épisodes de Hulk et les Agents du S.M.A.S.H. entre 2014 et 2015.

### Cinéma
Dans Blade: Trinity (2004), troisième volet de la saga Blade, Dominic Purcell incarne un personnage nommé Drake qui s'inspire du Dracula de Marvel.

### Jeux vidéo
Il est présent dans Marvel Super Hero Squad Online en 2011 et Marvel: Avengers Alliance en 2012.